# Mistrzostwa Europy w Boksie 2017
XLII Mistrzostwa Europy w Boksie (mężczyzn) odbyły się w dniach 16–24 czerwca 2017 w Charkowie (Ukraina). Przeprowadzone zostały w pałacu Sportu Łokomotyw.

## Uczestnicy
W turnieju wzięło udział 232 pięściarzy z 39 krajów.

## Medaliści
| Kategoria                    | Złoty                        | Srebrny                         | Brązowy                                                         |
| waga papierowa (49 kg)       | Wasilij Jegorow · Rosja      | Galal Yafai · Anglia            | Samuel Carmona · Hiszpania · Jauhienij Karmiłczyk · Białoruś    |
| waga musza (52 kg)           | Daniel Asenow · Bułgaria     | Niall Farrell · Anglia          | Brendan Irvine · Irlandia · Dmytro Zamotajew · Ukraina          |
| waga kogucia (56 kg)         | Peter McGrail · Anglia       | Mykoła Bucenko · Ukraina        | José Quiles · Hiszpania · Kurt Walker · Irlandia                |
| waga lekka (60 kg)           | Jurij Szestak · Ukraina      | Gabił Mamiedow · Rosja          | Calum French · Anglia · Pawło Iszczenko · Izrael                |
| waga lekkopółśrednia (64 kg) | Howhannes Baczkow · Armenia  | Luke McCormack · Anglia         | Evaldas Petrauskas · Litwa · Mateusz Polski · Polska            |
| waga półśrednia (69 kg)      | Abass Baraou · Niemcy        | Pat McCormack · Anglia          | Jewhen Barabanow · Ukraina · Vasile Belous · Mołdawia           |
| waga średnia (75 kg)         | Ołeksandr Chyżniak · Ukraina | Kamran Şahsuvarlı · Azerbejdżan | Salvatore Cavallaro · Włochy · Zoltán Harcsa · Węgry            |
| waga półciężka (81 kg)       | Joseph Ward · Irlandia       | Muslim Gadżimagomiedow · Rosja  | Valentino Manfredonia · Włochy · Damir Plantić · Chorwacja      |
| waga ciężka (91 kg)          | Jewgienij Tiszczenko · Rosja | Cheavon Clarke · Anglia         | Paul Omba-Biongolo · Francja · Roy Korving · Holandia           |
| waga superciężka (>91 kg)    | Wiktor Wychryst · Ukraina    | Frazer Clarke · Anglia          | Maksim Babanin · Rosja · Djamili-Dini Aboudou-Moindze · Francja |

## Tabela medalowa
| Poz.    | Państwo     |    |    |    | Razem |
| ------- | ----------- | -- | -- | -- | ----- |
| 1       | Ukraina     | 3  | 1  | 2  | 6     |
| 2       | Rosja       | 2  | 2  | 1  | 5     |
| 3       | Anglia      | 1  | 6  | 1  | 8     |
| 4       | Irlandia    | 1  | 0  | 2  | 3     |
| 5       | Armenia     | 1  | 0  | 0  | 1     |
| 5       | Bułgaria    | 1  | 0  | 0  | 1     |
| 5       | Niemcy      | 1  | 0  | 0  | 1     |
| 8       | Azerbejdżan | 0  | 1  | 0  | 1     |
| 9       | Francja     | 0  | 0  | 2  | 2     |
| 9       | Hiszpania   | 0  | 0  | 2  | 2     |
| 9       | Włochy      | 0  | 0  | 2  | 2     |
| 10      | Białoruś    | 0  | 0  | 1  | 1     |
| 10      | Chorwacja   | 0  | 0  | 1  | 1     |
| 10      | Holandia    | 0  | 0  | 1  | 1     |
| 10      | Izrael      | 0  | 0  | 1  | 1     |
| 10      | Litwa       | 0  | 0  | 1  | 1     |
| 10      | Mołdawia    | 0  | 0  | 1  | 1     |
| 10      | Polska      | 0  | 0  | 1  | 1     |
| 10      | Węgry       | 0  | 0  | 1  | 1     |
| Łącznie | Łącznie     | 10 | 10 | 20 | 40    |

## Skład i wyniki reprezentantów Polski
- 49 kg –
  - Jakub Słomiński – Federico Serra  Włochy 0-5
- 52 kg –
  - Maciej Jóźwik – David Alaverdian  Izrael 2-3
- 56 kg –
  - Jarosław Iwanow – Jordan Rodriguez  Francja 0-5
- 60 kg –
  - Adrian Kowal – Arslan Khatajev ( Finlandia) 2-3
- 64 kg –
  - Mateusz Polski – Wladislaw Baryshnik ( Niemcy) 4-1
  - Mateusz Polski – Lorenzo Sotomayor ( Azerbejdżan) 5-0
  - Mateusz Polski – Howhannes Baczkow ( Armenia) 0-5 (półfinał)
- 69 kg –
  - Damian Kiwior – Andrei Hartsenko ( Estonia) 4-1
  - Damian Kiwior – Marian Pita ( Rumunia) 5-0
  - Damian Kiwior – Vasili Belous ( Mołdawia) 2-3 (ćwierćfinał)
- 75 kg –
  - Bartosz Gołębiewski – Emmett Brennan ( Irlandia) 2-3
- 81 kg –
  - Arkadiusz Szwedowicz – Alejandro Camacho ( Hiszpania) 0-5
- 91 kg –
  - Igor Jakubowski – Ramazan Muslimow ( Ukraina) 0-4
- +91 kg –
  - Aleksander Stawirej – Frazer Clarke ( Anglia) 0-5